# Сикиона (општина)
Сикиона (грч. Σικυώνα) општина је у Грчкој. По подацима из 2011. године број становника у општини је био 22.794.

## Становништво
| 2011.  |
| ------ |
| 22.794 |